# Ân Tường Tây
Ân Tường Tây là một xã thuộc huyện Hoài Ân, tỉnh Bình Định, Việt Nam.

## Địa lý
Xã Ân Tường Tây có diện tích 62,43 km², dân số năm 2022 là 8.724 người, mật độ dân số đạt 139 người/km².

## Hành chính
Xã Ân Tường Tây được chia thành 6 thôn: Hà Tây, Phú Hữu 1, Phú Hữu 2, Phú Khương, Tân Thạnh, Tân Thịnh.